# Euthalia raja
Euthalia raja är en fjärilsart som beskrevs av Felder 1859. Euthalia raja ingår i släktet Euthalia och familjen praktfjärilar. Inga underarter finns listade i Catalogue of Life.